# Bonzo Goes to College
Bonzo Goes to College is een Amerikaanse komische film uit 1952.

## Rolverdeling
| Acteur             | Personage |
| ------------------ | --------- |
| Gene Lockhart      |           |
| Charles Drake      |           |
| Edmund Gwenn       |           |
| Maureen O'Sullivan |           |
| Gigi Perreau       |           |